# Земля Обітована

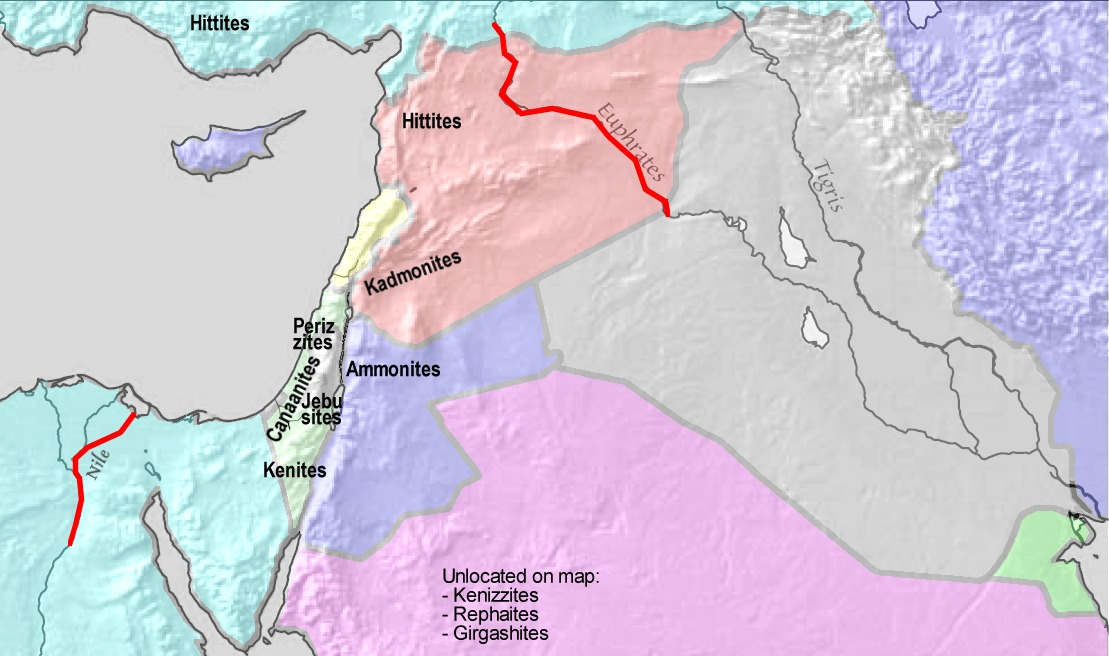
Межі Обіцяної землі згідно з Буття 15

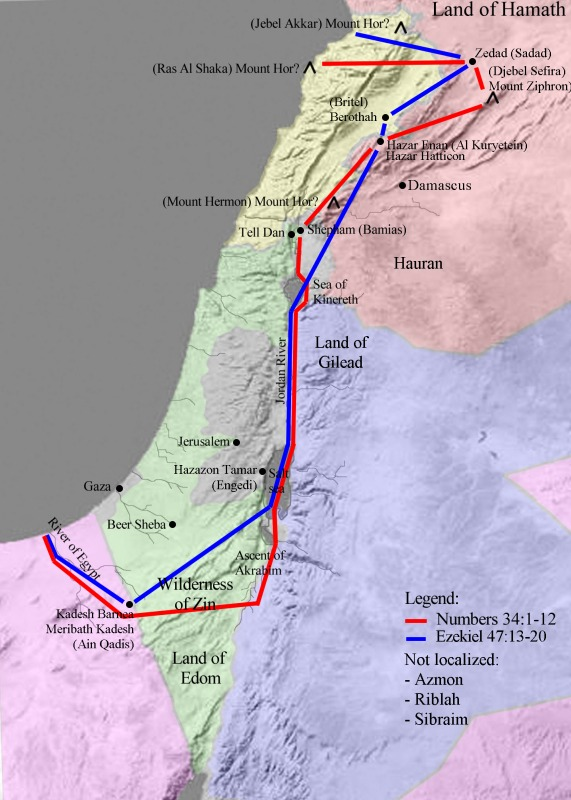
Межі Ханаану згідно з Книгою Числа (בְּמִדְבַּר)
і Книгою Єзекіїля (סֵפֶר יְחֶזְקֵאל)

Земля Обітована (обіцяна, від «обіт» — обіцянка) — територія в північно-східному кутку Середземноморського басейну, дуже мала за розміром. Вона займає всього 15.000 км² площі. Також відома як Земля обіцяна. Обіцяна земля — історичний термін і поняття в юдаїзмі та християнстві, що відноситься до регіону, найбільш тісно пов'язаного з державою Ізраїль протягом всієї історії, від біблійних часів до наших днів. Земля обітована має 250 км завдовжки і 110—160 км завширки.
Кордони Обіцяної землі визначаються ділянкою між двома країнами: від єгипетської річки (східний край дельти Нілу, або Ваді-ель-Аріш) на південному заході, до річки Євфрат на північному сході. Більш детальне визначення меж обітниці знаходимо в книзі Виходу: «І покладу́ границю твою від моря Червоного й аж до моря Филистимського, і від пустині аж до річки, бо дам в вашу руку ме́шканців цього кра́ю, — і ти виженеш їх перед собою».

## Фразеологія
Земля обітована в переносному значенні означає благодатний край, де панує повний достаток. Наприклад: "Брели [заробітчани], зігнувшись під клунками, виснажені, худі, почорнілі від гарячих супротивних вітрів, пробиваючись на Каховку, як у землю обітовану" (О. Гончар).